# Friedrich Wilhelm August Bratring
Friedrich Wilhelm August Bratring (* 8. Dezember 1772 in Losse bei Seehausen in der Altmark; † 12. Dezember 1829 in Berlin),  war ein deutscher Völkerkundler und Verfasser statistisch-topographischer Sachbücher.

## Leben
Bratring, Sohn eines evangelischen Pfarrers, begann nach dem Schulbesuch in Salzwedel ein Studium der Theologie an der Universität Halle, das er jedoch bald abbrach, um sich fortan der Geographie und Völkerkunde zuzuwenden. Nach Abschluss des Studiums ging er um 1793/94 nach Berlin, wo er vermutlich zunächst als Redakteur bei verschiedenen Verlagen gearbeitet hatte. Er fand dann eine Anstellung als Gehilfe bei der königlichen Bibliothek, wurde 1803 Sekretär beim Forstdepartement des ehemaligen Generaldirektoriums in Berlin und erhielt 1813 seine letzte Anstellung als Bücherauktions-Kommissar, in der er erfolgreich tätig war.  Er sammelte Handschriften, Urkunden und Bücher und verfasste  einige wertvolle Nachschlagewerke auf dem Gebiet der Länder- und Völkerkunde.

## Schriften (Auswahl)
- (unter dem Pseudonym F. W. Blumenau:) Statistisch topographische Beschreibung von Egypten. Aus den Nachrichten der neuesten und besten Reisenden zusammengetragen. Halle 1793 (books.google.de).
- Die Grafschaft Ruppin in historischer, statistischer und geographischer Hinsicht. Ein Beitrag zur Kunde der Mark Brandenburg. Berlin 1799 (books.google.de).
- Mein Vaterland Preußen, nach seinem Entstehen und Aufblühen, oder Entwicklungsgeschichte der Preußischen Monarchie, mit besonderer Rücksicht auf die neuesten Ereignisse der Zeit. Berlin 1807 (books.google.de).
- Statistisch-topographische Beschreibung der gesammten Mark Brandenburg.
  - Band 1: Die allgemeine Einleitung zur Kurmark, die Altmark und Prignitz enthaltend. Berlin 1804 (books.google.de).
  - Band 2: Die Mittelmark und Ukermark enthaltend. Berlin 1805 (books.google.de).
  - Band 3: Die Neumark Brandenburg enthaltend. Berlin 1809 (books.google.de, Ortsregister über alle drei Teile: books.google.de).

Als Herausgeber
- Magazin für die Land- und Geschichts-Kunde der Mark Brandenburg und anderer benachbarten Königl. Preußischen Provinzen. Mit besonderer Rücksicht auf neuere Geographie und Statistik. Erster Band, Heft 1. Berlin 1798 (Digitalisat SUB Göttingen).
- Reisen der Spanier nach der Südsee, insbesondere nach der Insel O-Taheite. Jetzt zum erstenmal aus dem Spanischen übersetzt. Herausgegeben, mit Anmerkungen und mit einer historischen Schilderung der Gesellschafts-Inseln begleitet von Fr. Wilh. Aug. Bratring. Mit einer Karte. Berlin 1802 (books.google.de).